# Tapio Nurmela
Tapio Juhani Nurmela (* 2. Januar 1975 in Rovaniemi) ist ein ehemaliger finnischer Nordischer Kombinierer.
Seinen ersten Erfolg erzielte Nurmela, der für den Verein Ounasvaaran Hiihtoseura startete bei den Juniorenweltmeisterschaften 1994 in Breitenwang. Im Gundersen-Einzel gewann er dort die Bronzemedaille. Kurz nach der Junioren-WM begann er mit dem Start im Weltcup der Nordischen Kombination sowie im B-Weltcup. In beiden Serien gelangen ihm dabei bereits in den ersten Rennen Punktgewinne. Im Weltcup beendete er die Saison 1993/94 mit 77 Punkten auf dem 47. Platz der Weltcup-Gesamtwertung. Bei den Olympischen Winterspielen 1994 in Lillehammer erreichte er im Einzel den 25. Platz und wurde mit Jari Mantila und Topi Sarparanta im Teamwettbewerb Achter. Auch in der folgenden Saison war er wieder in beiden Weltcup-Serien aktiv und erreichte im B-Weltcup auch zweimal Ränge auf dem Podium. Im Weltcup belegte er am Ende Platz 44 der Gesamtwertung. Die Saison 1995/96 wurde seine erfolgreichste im Weltcup. Zwar verpasste er erneut Top-3-Platzierungen, erreichte aber am Ende den 15. Platz in der Gesamtwertung. Bei den Nordischen Skiweltmeisterschaften 1997 in Trondheim konnte er im Mannschaftswettbewerb mit seinen Teamkollegen Jari Mantila, Samppa Lajunen und Hannu Manninen die Silbermedaille gewinnen. Diesen Erfolg wiederholte das Team bei den Olympischen Winterspielen 1998 in Nagano. Ein Jahr später bei den Nordischen Skiweltmeisterschaften 1999 in Ramsau am Dachstein konnte er in der gleichen Besetzung mit der Mannschaft die Goldmedaille gewinnen. Im Einzel-Sprint erreichte er den 12. Platz und im Gundersen den 18. Platz. Nach den Weltmeisterschaften beendete Nurmela seine aktive Karriere. Zum Abschluss belegte er in der Weltcup-Gesamtwertung noch einmal den 26. Platz.